# Deutsche Leichtathletik-Meisterschaften 1965
Die 65. Deutschen Leichtathletik-Meisterschaften wurden vom 6. bis 8. August 1965 einschl. des Marathonlaufs im Duisburg ausgetragen. Austragungsort war das Wedaustadion. Der Marathonlauf sowie das 20-km-Gehen fanden größtenteils auf den Duisburger Straßen statt, Start- und Zielort war auch für diese Wettbewerbe das Wedaustadion.
Wie in den Jahren zuvor wurden weitere Meisterschaftstitel an verschiedenen anderen Orten vergeben:
- Waldläufe – Köngen, 25. April mit Einzel- / Mannschaftswertungen auf zwei Streckenlängen für die Männer (Mittel- / Langstrecke) und einer Mittelstrecke für die Frauen mit jeweils Einzel- / Mannschaftswertungen
- Mehrkämpfe (Frauen: Fünfkampf) / (Männer: Fünf- und Zehnkampf) – Augsburg, 4./5. September mit Einzel- und Mannschaftswertungen
- 50-km-Gehen (Männer) – Bietigheim, 19. September mit Einzel- und Mannschaftswertung

Die folgenden Übersichten fassen die Medaillengewinner und -gewinnerinnen zusammen. Eine ausführlichere Übersicht mit den jeweils ersten sechs in den einzelnen Disziplinen findet sich unter dem Link Deutsche Leichtathletik-Meisterschaften 1965/Resultate.

## Medaillengewinner Männer
| Disziplin                                   | Gold                                                                                        | Leistung             | Silber                                                                               | Leistung              | Bronze                                                                        | Leistung               |
| ------------------------------------------- | ------------------------------------------------------------------------------------------- | -------------------- | ------------------------------------------------------------------------------------ | --------------------- | ----------------------------------------------------------------------------- | ---------------------- |
| 100 m                                       | Manfred Knickenberg (Wuppertaler SV)                                                        | 10,3 s00             | Fritz Obersiebrasse (TSV Bayer 04 Leverkusen)                                        | 10,5 s00              | Wolfgang Ziegler (1. FC Kaiserslautern)                                       | 10,6 s00               |
| 200 m                                       | Josef Schwarz (Post-SV München)                                                             | 21,1 s00             | Martin Jellinghaus (1. FC Nürnberg)                                                  | 21,5 s00              | Hans Reinermann (OSV Hörde)                                                   | 21,7 s00               |
| 400 m                                       | Jens Ulbricht (SV St. Georg 1895 Hamburg)                                                   | 47,5 s00             | Jürgen Kalfelder (1. FC Nürnberg)                                                    | 48,0 s00              | Rainer Kuntere (Schwarz-Weiß Essen)                                           | 48,0 s00               |
| 800 m                                       | Franz-Josef Kemper (Preußen Münster)                                                        | 1:50,1 min           | Dirk von Maltitz (ASC Darmstadt)                                                     | 1:51,0 min            | Jörg Balke (Polizei SV Berlin)                                                | 1:51,2 min             |
| 1500 m                                      | Bodo Tümmler (SCC Berlin)                                                                   | 3:45,6 min           | Harald Norporth (Preußen Münster)                                                    | 3:45,8 min            | Klaus Prenner (FSV Frankfurt)                                                 | 3:48,0 min             |
| 5000 m                                      | Werner Girke (VfL Wolfsburg)                                                                | 14:13,8 min          | Günter Bretag (SV Polizei Hamburg)                                                   | 14:14,2 min           | Gottfried Arnold (ASC Darmstadt)                                              | 14:15,0 min            |
| 10.000 m                                    | Lutz Philipp (LBV Phönix Lübeck)                                                            | 29:34,2 min          | Arno Krausse (VfL Wolfsburg)                                                         | 29:49,0 min           | Günter Mielke (SCC Berlin)                                                    | 29:54,6 min            |
| Marathon                                    | Lothar Reinshagen (VfL Eintracht Hagen)                                                     | 2:23:38,6 h00        | Hubert Riesner (SCC Berlin)                                                          | 2:24:55,6 h00         | Karl-Heinz Speckmann (Preussen Krefeld)                                       | 2:26:00,2 h00          |
| Marathon, Mannschaftswertung                | VfL Eintracht HagenLothar Reinshagen Franz-Wilhelm Wiggershaus Wilhelm Heuser               | 7:19:37 h00          | Preussen KrefeldKarl-Heinz Speckmann Karl-Heinz Sievers Hermann Tonnemann            | 7:21:01 h00           | Hamburger SVWolfgang Fricke Karl-Heinz Paetow Wilhelm-Rüdiger Böhme           | 7:42:51 h00            |
| 110 m Hürden                                | Hinrich John (Hannover 96)                                                                  | 14,4 s00             | Werner Trzmiel (VfL Bochum)                                                          | 14,7 s00              | Klaus Winter (ASV Berlin)                                                     | 14,8 s00               |
| 200 m Hürden                                | Hinrich John (Hannover 96)                                                                  | 23,4 s00             | Joachim Hellmich (OSC Berlin)                                                        | 23,6 s00              | Gernot Friese (TSV Marbach)                                                   | 24,0 s00               |
| 400 m Hürden                                | Rainer Schubert (TSV 1860 München)                                                          | 52,2 s00             | Ferdinand Haas (TSV Bayer 04 Leverkusen)                                             | 52,2 s00              | Volker Kottmann (ASV Köln)                                                    | 53,2 s00               |
| 3000 m Hindernis                            | Manfred Letzerich (Eintracht Wiesbaden)                                                     | 8:41,8 min           | Helmut Neumann (ASC Darmstadt)                                                       | 8:43,6 min            | Ralph Hesse (DJK Würzburg)                                                    | 8:52,2 min             |
| 4 × 100 m Staffel                           | 1. FV Salamander KornwestheimWerner Müller Peter Gamper Dieter Enderlein Hans-Jürgen Felsen | 40,6 s00             | TSV Bayer 04 LeverkusenRudolf Sundermann Manfred Schäfers Bender Fritz Obersiebrasse | 41,1 s00              | DJK Eintracht 09 BonnRolf Tempelhoff Hanno Rheineck Uwe Plachetka Armin Rosch | 41,3 s00               |
| 4 × 400 m Staffel                           | ASC DarmstadtDirk von Maltitz Manfred Hanika Fritz Roth Wilfried Braun                      | 3:11,6 min           | Wuppertaler SVWerner Corts Johannes Kaiser Klaus Wengoborski Manfred Kinder          | 3:12,8 min            | LV MendenGünter Wältermann Grabitz Knaak Beringhoff                           | 3:14,4 min             |
| 3 × 1000 m Staffel                          | SCC BerlinGerhard Kopp Horst Milde Bodo Tümmler                                             | 7:13,8 min           | Polizei SV BerlinBernd-Dieter Hecht Klaus Lehmann Jörg Balke                         | 7:16,8 min            | Hamburger SVDieter Lange Hubert Rothärmel Wolf-Jochen Schulte-Hillen          | 7:19,8 min             |
| 20-km-Gehen                                 | Hannes Koch (Hannover 96)                                                                   | 1:36:59,4 h00        | Gerhard Weidner (TSV Salzgitter)                                                     | 1:37:40,0 h00         | Bernhard Nermerich (Eintracht Frankfurt)                                      | 1:37:59,0 h00          |
| 20-km-Gehen, Mannschaftswertung             | Eintracht FrankfurtBernhard Nermerich Gerd Schuth Claus Bartels                             | 5:00:55,0 h00        | Hannover 96Hannes Koch Hans-Jürgen Paul Erich Rodermund                              | 5:03:17,2 h00         | Post-SV TübingenKurt Schreiber Reinhard Hergesell Rolf Baur                   | 5:10:56,4 h00          |
| 50 km Gehen                                 | Karl-Heinz Pape (TSV Salzgitter)                                                            | 4:27:12,8 h00        | Hannes Koch (Hannover 96)                                                            | 4:33:12,6 h00         | Gerhard Weidner (TSV Salzgitter)                                              | 4:34:40,2 h00          |
| 50 km Gehen, Mannschaftswertung             | Hannover 96Hannes Koch Hans-Jürgen Paul Erich Rodermund                                     | 14:19:25,2 h00       | TSV SalzgitterKarl-Heinz Pape Gerhard Weidner Ulrich Milz                            | 14:52:52,8 h00        | Post-SV TübingenKurt Schreiber Rolf Baur Gerhard Simon                        | 14:55:46,2 h00         |
| Hochsprung                                  | Wolfgang Schillkowski (TB Wülfrath)                                                         | 2,09 m               | Ingomar Sieghart (TSV 1860 München)                                                  | 2,09 m                | Gunther Spielvogel (TSV Bayer 04 Leverkusen)                                  | 2,00 m                 |
| Stabhochsprung                              | Wolfgang Reinhardt (TSV Bayer 04 Leverkusen)                                                | 4,85 m               | Wolfgang Pinder (1. FV Salamander Kornwestheim)                                      | 4,60 m                | Klaus Lehnertz (KSV Hessen Kassel)                                            | 4,60 m                 |
| Weitsprung                                  | Jörg Jüttner (VfL Wolfsburg)                                                                | 7,69 m               | Hans-Helmut Trense (Holstein Kiel)                                                   | 7,66 m                | Hermann Latzel (OSV Hörde)                                                    | 7,53 m                 |
| Dreisprung                                  | Michael Sauer (USC Mainz)                                                                   | 16,01 m              | Hans-Jörg Müller (ATSV Saarbrücken)                                                  | 15,54 m               | Günter Krivec (Moerser TV)                                                    | 15,32 m                |
| Kugelstoßen                                 | Werner Heger (USC Heidelberg)                                                               | 18,01 m              | Heinfried Birlenbach (Sportfreunde Siegen)                                           | 17,80 m               | Traugott Glöckler (USC Heidelberg)                                            | 17,35 m                |
| Diskuswurf                                  | Jens Reimers (Rot-Weiß Oberhausen)                                                          | 55,81 m              | Hein-Direck Neu (USC Mainz)                                                          | 52,33 m               | Josef Klik (KSV Hessen Kassel)                                                | 50,77 m                |
| Hammerwurf                                  | Uwe Beyer (Holstein Kiel)                                                                   | 64,86 m              | Hans Fahsl (TSV Bayer 04 Leverkusen)                                                 | 59,55 m               | Franz-Josef Woltering (VfL Wolfsburg)                                         | 59,08 m                |
| Speerwurf                                   | Rolf Herings (TSV Bayer 04 Leverkusen)                                                      | 78,41 m              | Peter Mörbel (USC Mainz)                                                             | 78,14 m               | Jürgen Bargmann (VfL Wolfsburg)                                               | 75,85 m                |
| Fünfkampf, 1965er W. 2. Zeile: 1985er Wert. | Horst Kley (1. FV Salamander Kornwestheim)                                                  | 3635 P (3753 P)      | Klaus Beuschel (Polizei SV Berlin)                                                   | 3608 P (3532 P)       | Helmut Plaat (VfL Wolfsburg)                                                  | 3495 P (3619 P)        |
| Fünfkampf, Mannschaftswertung               | Polizei SV BerlinKlaus Beuschel Wolfgang Kardetzky Dieter Höpcke                            | 10.382 P             | VfL WolfsburgHelmut Plaat Jörg Jüttner Jürgen Kalitzki                               | 10.353 P              | 1. FV Salamander KornwestheimHorst Kley Gerhard Fichter Bräuchle              | 9.942 P                |
| Zehnkampf, 1965er W. 2. Zeile: 1985er Wert. | Kurt Bendlin (TSV Bayer 04 Leverkusen)                                                      | 7848 P (7784 P)      | Horst Beyer (VfL Wolfsburg)                                                          | 7475 P (7314 P)       | Jörg Mattheis (USC Mainz)                                                     | 7304 P (7143 P)        |
| Zehnkampf, Mannschaftswertung               | TSV Bayer 04 LeverkusenKurt Bendlin Wolfgang Heise Bernd Knut                               | 22.019               | TSV VerdenSiegbert Rokitta Wolfram Kowalzik Harald Williges                          | 19.077 P              | TG 1875 DarmstadtDieter Neutzsch Günter Jarkowski Klaus Müller                | 18.504 P               |
| Waldlauf Mittelstrecke – 4125 m             | Bodo Tümmler (SCC Berlin)                                                                   | 12:58,2 min          | Wolf-Jochen Schulte-Hillen (Hamburger SV)                                            | 13:06,2 min           | Wolfgang Scholz (TG Witten)                                                   | 13:11,0 min            |
| Waldlauf Mittelstrecke, Mannschaftswertung  | VfL WolfsburgArno Krausse Alfons Ida Werner Girke                                           | 17 P (Plätze 6/7/13) | Hamburger SVWolf-Jochen Schulte-Hillen Dieter Lange Karl-Heinz Paetow                | 23 P (Plätze 2/11/20) | Polizei SV BerlinBernd-Dieter Hecht Klaus Lehmann Jörg Balke                  | 43 P (Plätze 16/22/24) |
| Waldlauf Langstrecke – 9125 m               | Hans Hüneke (Emmericher TV)                                                                 | 28:59,2 min          | Harald Norpoth (Preußen Münster)                                                     | 29:11,6 min           | Hans Gerlach (TSV 1860 München)                                               | 29:13,6 min            |
| Waldlauf Langstrecke, Mannschaftswertung    | SCC BerlinPeter Kubicki H. Neumann Wolfgang Schmidt                                         | 23 P (Plätze 5/9/19) | TSV 1860 MünchenHans Gerlach Siegfried Spreng Manfred Sandig                         | 25 P (Plätze 3/16/18) | ASC DarmstadtGottfried Arnold Helmut Neumann Hans Hellbach                    | 35 P (Plätze 8/20/22)  |

## Medaillengewinnerinnen Frauen
| Disziplin                     | Gold                                                                               | Leistung           | Silber                                                                  | Leistung               | Bronze                                                                          | Leistung              |
| ----------------------------- | ---------------------------------------------------------------------------------- | ------------------ | ----------------------------------------------------------------------- | ---------------------- | ------------------------------------------------------------------------------- | --------------------- |
| 100 m                         | Erika Pollmann (FC Schalke 04)                                                     | 12,0 s00           | Renate Meyer (Hannover 96)                                              | 12,1 s00               | Hannelore Swienty (OSC Berlin)                                                  | 12,1 s00              |
| 200 m                         | Erika Pollmann (FC Schalke 04)                                                     | 24,4 s00           | Kirsten Roggenkamp (TSV Siemensstadt Berlin)                            | 24,4 s00               | Waltraud Westphal (Marathon Krefeld)                                            | 25,0 s00              |
| 400 m                         | Antje Gleichfeld (LG Alstertal-Garstedt)                                           | 56,1 s00           | Reinhilde Nietmann (Herner TC)                                          | 56,2 s00               | Heidemarie Zirotzki (Meidericher SV)                                            | 56,4 s00              |
| 800 m                         | Antje Gleichfeld (LG Alstertal-Garstedt)                                           | 2:11,4 min         | Gerlinde Hefner (Regensburger Turnerschaft)                             | 2:11,9 min             | Christa Luczak (VfL Wolfsburg)                                                  | 1:12,3 min            |
| 80 m Hürden                   | Inge Schell (TSV 1860 München)                                                     | 10,9 s00           | Renate Balck (LG Alstertal-Garstedt)                                    | 11,2 s00               | Johanna Gaiser (TSV München-Ost)                                                | 11,3 s00              |
| 4 × 100 m Staffel             | OSC BerlinErika Rybakowski Hannelore Swienty Renate Burgemeister Marlies Fünfstück | 46,8 s00           | Hannover 96Renate Meyer Anne-Katrin Heine Jutta Heine Hannelore Richter | 47,5 s00               | Stuttgarter KickersRenate Fischer Karin Frisch Renate Landthaler Christa Sauter | 47,7 s00              |
| Hochsprung                    | Marlene Schmitz-Portz (ASV Köln)                                                   | 1,67 m             | Ilia Hans (Stuttgarter Kickers)                                         | 1,64 m                 | Inge Geurtz (Eintracht Duisburg)                                                | 1,60 m                |
| Weitsprung                    | Ursula Wittmann (SV Asselfingen)                                                   | 6,36 m             | Helga Hoffmann (ATSV Saarbrücken)                                       | 6,25 m                 | Dorothee Sander (TV Rees)                                                       | 6,09 m                |
| Kugelstoßen                   | Marlene Klein (TSC Euskirchen)                                                     | 16,08 m            | Gertrud Schäfer (TSV Bayer 04 Leverkusen)                               | 16,06 m                | Liesel Westermann (Hannover 96)                                                 | 15,08 m               |
| Diskuswurf                    | Kriemhild Limberg (Preussen Krefeld)                                               | 52,96 m            | Liesel Westermann (Hannover 96)                                         | 52,24 m                | Gertrud Schäfer (TSV Bayer 04 Leverkusen)                                       | 50,56 m               |
| Speerwurf                     | Anneliese Gerhards (TV Lobberich)                                                  | 54,51 m            | Ameli Koloska (VfL Wolfsburg)                                           | 53,62 m                | Almut Brömmel (TSV 1860 München)                                                | 49,89 m               |
| Fünfkampf, 1955er Wertung     | Renate Balck (LG Alstertal-Garstedt)                                               | 4537 P             | Heide Rosendahl (Schwarz-Weiß Radevormwald)                             | 4534 P                 | Maria Haas (SV Siemens Nürnberg)                                                | 4398 P                |
| Fünfkampf, Mannschaftswertung | LG Alstertal-GarstedtRenate Balck Karin Kessler Antje Gleichfeld                   | 13.013 P           | SV Siemens NürnbergMaria Haas Liselotte Sturm Christa Reichenberger     | 12.340 P               | Hamburger SVLeonore Koch Sigrid Hüttenrauch Monika König                        | 12.259 P              |
| Waldlauf – 1125 m             | Antje Gleichfeld (LG Alstertal-Garstedt)                                           | 3:37,8 min         | Christa Luczak (VfL Wolfsburg)                                          | 3:42,1 min             | Gerlinde Hefner (Regensburger Turnerschaft)                                     | 3:43,2 min            |
| Waldlauf, Mannschaftswertung  | VfL WolfsburgChrista Luczak Christa Basche Liane Winter                            | 8 P (Plätze 2/5/6) | SCC BerlinFiedler Bex-Fuhlrott Neumann                                  | 30 P (Plätze 10/13/25) | Regensburger TurnerschaftGerlinde Hefner Christl Schmidt-Lehnert R. Hefner      | 35 P (Plätze 3/19/31) |

## Fotos
- DJV-Bildportal, Antje Gleichfeld, 400 m / 800 m, abgerufen am 4. April 2021
- DJV-Bildportal, 4 × 400-m-Staffel Männer, abgerufen am 4. April 2021
- DJV-Bildportal, Lothar Reinshagen, Marathonlauf, abgerufen am 4. April 2021
- Erfolge Oberhausener Leichtathleten 1965, abgerufen am 4. April 2021
- fotolibra.com-gallery, viele Fotos zu den Meisterschaften 1965, abgerufen am 4. April 2021

## Video
- Filmausschnitte u. a. von den Deutschen Leichtathletik-Meisterschaften auf filmothek.bundesarchiv.de, Bereich: 0:00 min bis 2:11 min, abgerufen am 4. April 2021